# Графітовий реактор X-10
Графітовий реактор X-10 (англ. X-10 Graphite Reactor) — виведений з експлуатації ядерний реактор у Національній лабораторії Оук-Рідж в Оук-Ріджі, штат Теннессі. Раніше відомий як Clinton Pile і X-10 Pile, був другий у світі штучний ядерний реактор (після Чиказької дровітні-1 Енріко Фермі) і перший, розроблений і побудований для безперервної роботи. Побудований під час Другої світової війни в рамках Манхеттенського проекту.
У той час як Чиказька дровітня продемонструвала доцільність ядерних реакторів, мета Манхеттенського проекту — виробити достатньо плутонію для атомних бомб — потребувала реакторів у тисячу разів потужніших, а також установок для хімічного відділення плутонію, що утворюється в реакторах, від урану та продуктів ділення. Проміжний крок вважався розумним. Наступним кроком плутонієвого проекту під кодовою назвою X-10 стало будівництво напівзаводу, де можна було б розробити методи та процедури та провести навчання. Центральним елементом цього був графітовий реактор X-10. Він мав повітряне охолодження, використовував ядерний графіт як сповільнювач нейтронів і чистий природний уран у формі металу як паливо.
2 лютого 1943 року DuPont розпочала будівництво напівзаводу з виробництва плутонію на інженерному заводі Клінтона в Оук-Ріджі. 4 листопада 1943 року реактор вийшов з ладу, а на початку 1944 року виробив перший плутоній. Поставив лабораторії Лос-Аламоса перші значні обсяги плутонію та свій перший продукт, вирощений у реакторі. Дослідження цих зразків сильно вплинуло на дизайн бомби. Реактор і установка хімічного розділення дали безцінний досвід для інженерів, техніків, операторів реакторів і спеціалістів з безпеки, які потім переїхали на об’єкт у Хенфорді. X-10 працював як завод з виробництва плутонію до січня 1945 року, потім його було передано дослідницькій діяльності та виробництву радіоактивних ізотопів для наукових, медичних, промислових і сільськогосподарських цілей. У 1963 році був закритий, а в 1965 році був визнаний національною історичною пам’яткою.

## Початок
Відкриття ядерного поділу німецькими хіміками Отто Ганом і Фріцем Штрассманом у 1938 році з подальшим його теоретичним поясненням (і названням) Лізою Майтнер і Отто Фрішем відкрило можливість контрольованої ланцюгової ядерної реакції з ураном. У Колумбійському університеті Енріко Фермі та Лео Сілард почали досліджувати, як це можна зробити на практиці. Сілард склав проект конфіденційного листа до президента Сполучених Штатів Франкліна Д. Рузвельта, пояснюючи можливість створення атомних бомб і попереджаючи про небезпеку німецького проекту ядерної зброї. Він переконав свого старого друга та співробітника Альберта Ейнштейна підписати його, надавши цій пропозиції свою славу. Це призвело до того, що уряд США підтримав дослідження ядерного поділу, які стали називатись Манхеттенським проектом.
У квітні 1941 року Комітет з досліджень національної оборони (NDRC) попросив Артура Комптона, лауреата Нобелівської премії, професора фізики Чиказького університету, доповісти про уранову програму. Його доповідь, подана в травні 1941 року, передбачала перспективи розробки радіологічна зброї, ядерних двигунів для кораблів і ядерної зброї з використанням урану-235 або нещодавно відкритого плутонію. У жовтні він написав ще одну доповідь про практичність атомної бомби. Нільс Бор і Джон Вілер висунули теорію про те, що важкі ізотопи з парними атомними номерами та непарною кількістю нейтронів розщеплюються. Якщо так, то, швидше за все, це мав бути плутоній-239.
У травні 1941 року Еміліо Сегре та Гленн Сіборг з Каліфорнійського університету виробили 28 мкг плутонію на 60-дюймовому циклотроні й виявили, що його перетин захоплення теплових нейтронів у 1,7 рази перевищує перетин урану-235. У той час плутоній-239 вироблявся в незначних кількостях за допомогою циклотронів, але таким чином було неможливо виробляти великі кількості. Комптон обговорив з Юджином Вігнером з Прінстонського університету, як плутоній можна виробляти в ядерному реакторі, і з Робертом Сербером, як плутоній, вироблений у реакторі, можна відокремити від урану.
У остаточному проекті звіту Комптона за листопад 1941 року не згадувалося про використання плутонію, але після обговорення останніх досліджень з Ернестом Лоуренсом Комптон переконався, що плутонієва бомба також можлива. У грудні Комптон був призначений відповідальним за плутонієвий проект, який отримав кодову назву X-10. Його цілями були створення реакторів для перетворення урану в плутоній, пошук способів хімічного відділення плутонію від урану, а також розробка та виготовлення атомної бомби. Комптону випало вирішити, який із різних типів реакторів слід досліджувати вченим, навіть якщо успішний реактор ще не був побудований. Він відчував, що наявність команд у Колумбійському, Прінстонському, Чиказькому та Каліфорнійському університетах створює надто багато дублювання та недостатню співпрацю, тому він зосередив роботу в Металургійній лабораторії Чиказького університету.

## Схема

Схема реактора

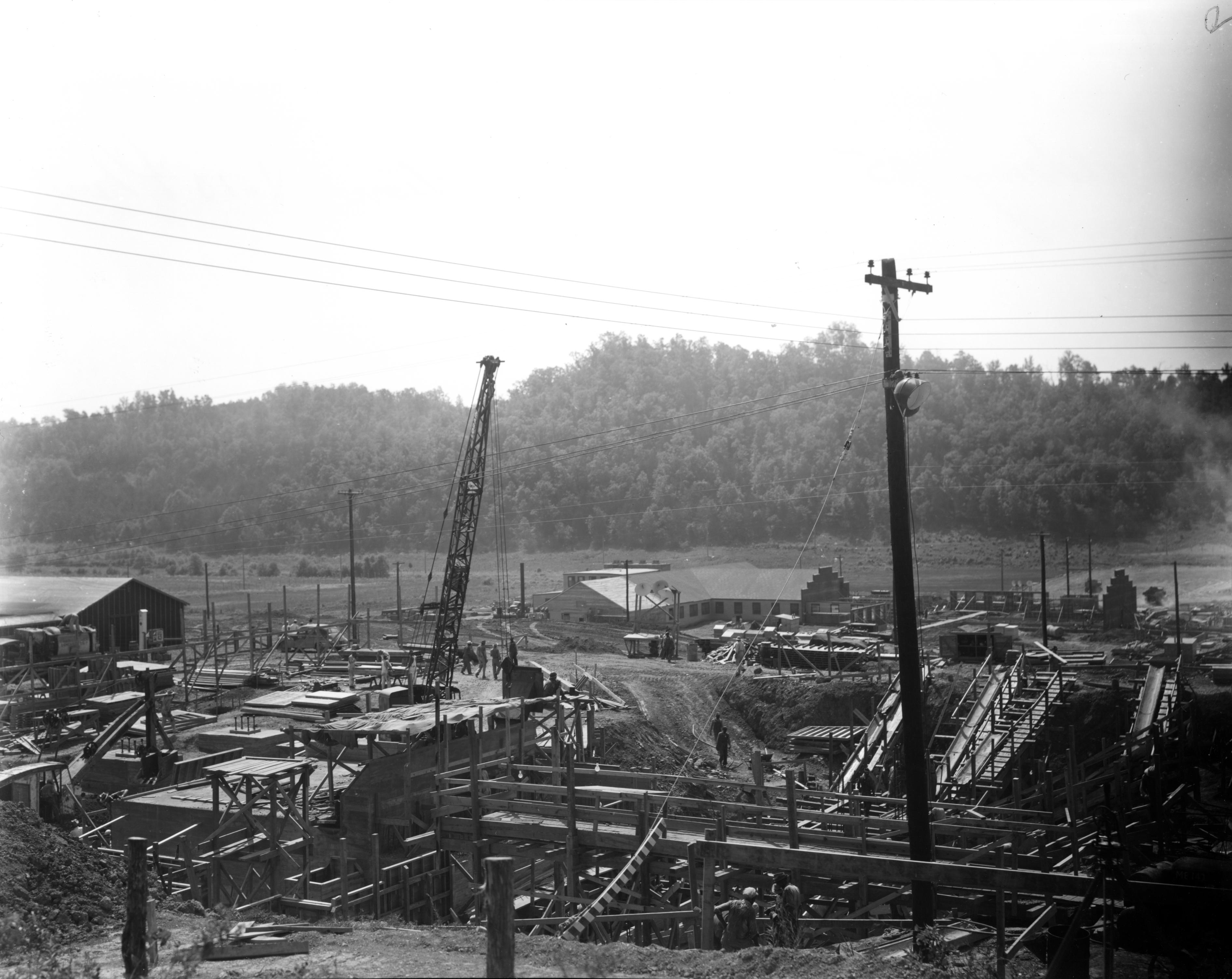
У розробці

Основними конструктивними рішеннями при будівництві реактора є вибір палива, теплоносія і сповільнювача нейтронів. Вибір палива був простим; був доступний тільки природний уран. Рішення про те, що реактор використовуватиме графіт як сповільнювач нейтронів, не викликало дискусій. Хоча з важкою водою як сповільнювачем кількість утворених нейтронів на кожен поглинений (відомий як <i id="mw0Q">k-</i> фактор) була на 10 відсотків більшою, ніж у найчистішому графіті, важка вода була б недоступною в достатній кількості принаймні протягом року. Це залишило вибір теплоносія, навколо якого було багато дискусій. Обмежувальним фактором було те, що паливні снаряди мали бути покриті алюмінієм, тому робоча температура реактора не могла перевищувати 200 °C (392 °F). Фізики-теоретики в групі Вігнера з Металургійної лабораторії розробили кілька конструкцій. У листопаді 1942 року інженери DuPont обрали газоподібний гелій як теплоносій для виробничої установки, головним чином тому, що він не поглинав нейтрони, а також тому, що він був інертним, що усунуло проблему корозії.

## Будівництво
Хоча проект реактора ще не був завершений, 2 лютого 1943 року компанія DuPont почала будівництво плутонієвого напівзаводу на ізольованій 45,3 га місцевості в долині Бет-Ель приблизно в 16 км на південний захід від Оук-Рідж, офіційно відомий як район Х-10. Місце включало дослідницькі лабораторії, завод хімічного розділення, зону зберігання відходів, навчальний центр для персоналу Хенфорда, а також адміністративні та допоміжні приміщення, які включали пральню, кафетерій, центр першої допомоги та пожежну станцію. Через подальше рішення у Хенфорді побудувати лише реактори з водяним охолодженням, завод хімічного розділення працював як пілотний проект. Напівзавод згодом став відомий як Лабораторії Клінтона, і ним керував Чиказький університет як частина Металургійного проекту.

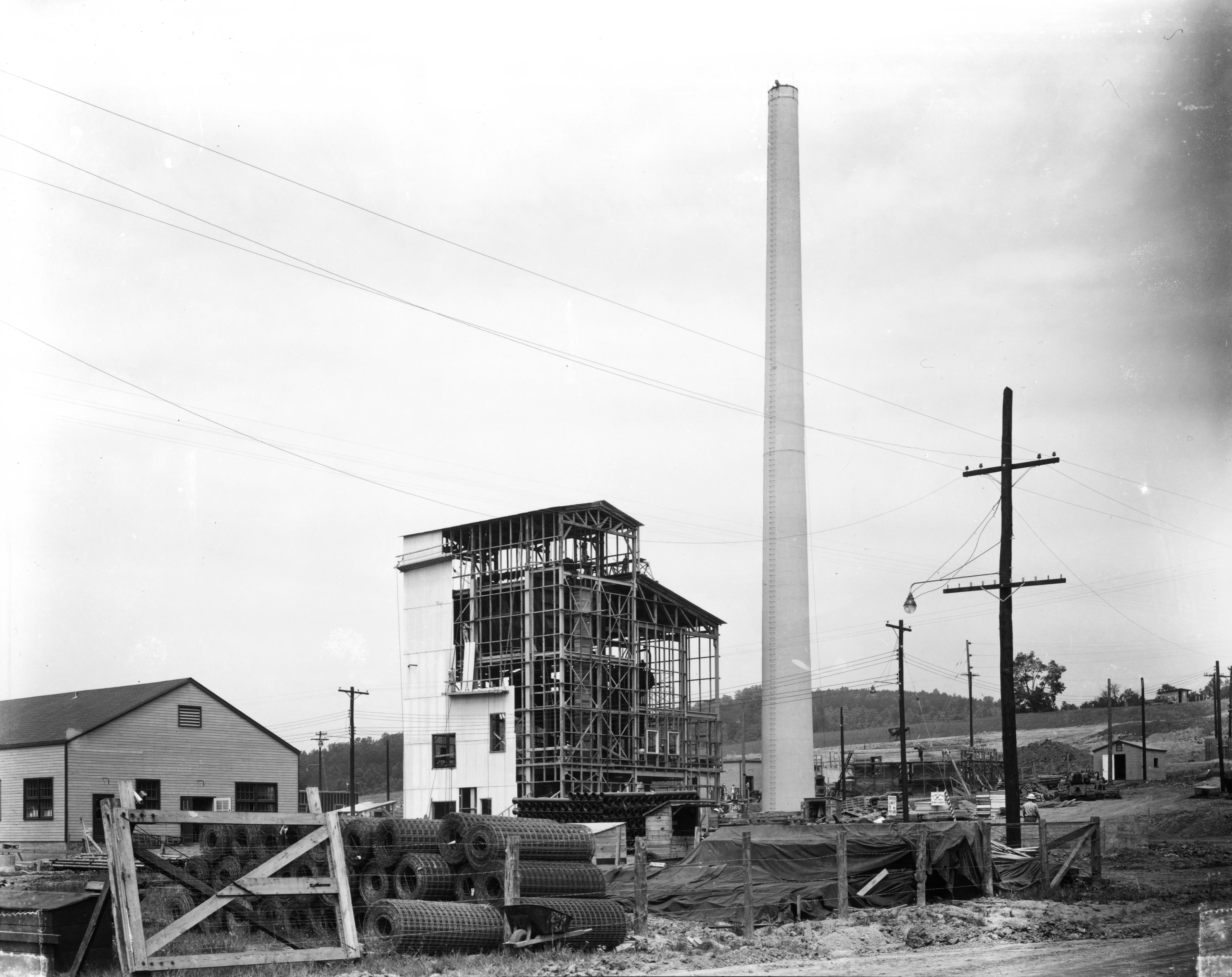
У розробці

## Операція

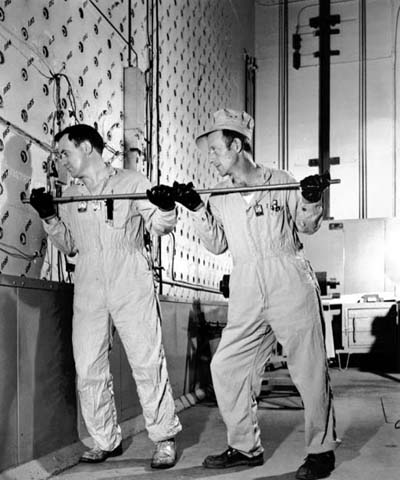
Завантаження паливних стрижнів

Графітовий реактор X-10 був другим у світі штучним ядерним реактором після Чиказької дровітні-1 і першим реактором, спроектованим і побудованим для безперервної роботи. Він складався з величезного блоку, 7,3 метри завдовжки з обох боків, з кубів ядерного графіту, вагою близько 1400 тонн, який виступав фактично модератором. Куби були оточені 2 метровим бетонним захистом високої радіаційної щільності. Загалом реактор мав 12 метрів ширина, 14 метрів глибини і 9,8 висоти. Було 36 горизонтальних рядів по 35 отворів. За кожним був металевий канал, у який можна було вставляти стрижні з урановим паливом. До тих, які знаходились вище, можна було дістатися на ліфті. Всього було використано 800 (~64%) каналів.
Реактор використовував покриті кадмієм сталеві стрижні керування. Виготовлені з кадмію, що поглинає нейтрони, вони могли обмежити або зупинити реакцію. Три 2,4 метрові стрижні проникали в реактор вертикально, утримуючись на місці за допомогою муфти, утворюючи систему протидії. Вони були підвішені на сталевих тросах, намотаних навколо барабана, і утримувалися електромагнітною муфтою. У разі втрати електроенергії вони падали б у реактор, зупиняючи його. Інші чотири стрижні були зроблені з борної сталі і горизонтально проходили в реактор з північного боку. Дві з них, відомі як "регулюючі" стрижні, керувалися гідравлічно. Наповнені піском гідроакумулятори могли бути використані у разі відключення електроенергії. Два інших стрижня приводилися в рух електродвигунами.
Система охолодження складалася з трьох електричних вентиляторів, що працювали зі швидкістю 600 кубічних метрів на хвилину. Оскільки реактор охолоджувався зовнішнім повітрям, він міг працювати на більш високому рівні потужності в холодні дні. Після проходження через реактор повітря фільтрували для видалення радіоактивних частинок діаметром більше 0,0010 мм. Це забезпечило фільтрування понад 99 відсотків радіоактивних частинок. Потім повітря випускали через 61 метровий димохід. Реактором керували з контрольної кімнати в південно-східному куті на другому поверсі.
У вересні 1942 року Комптон звернувся до фізика Мартіна Д. Вітакера з проханням сформувати основний робочий персонал для X-10. Уітакер став першим директором лабораторій Клінтона, як напівзавод став офіційно відомим у квітні 1943 року. Перший постійний робочий персонал прибув з Металургійної лабораторії в Чикаго в квітні 1943 року, з того часу DuPont почав відводити своїх техніків з підприємства. Їх доповнили сотня техніків у формі спеціального інженерного загону. До березня 1944 року на X-10 працювало близько 1500 осіб.

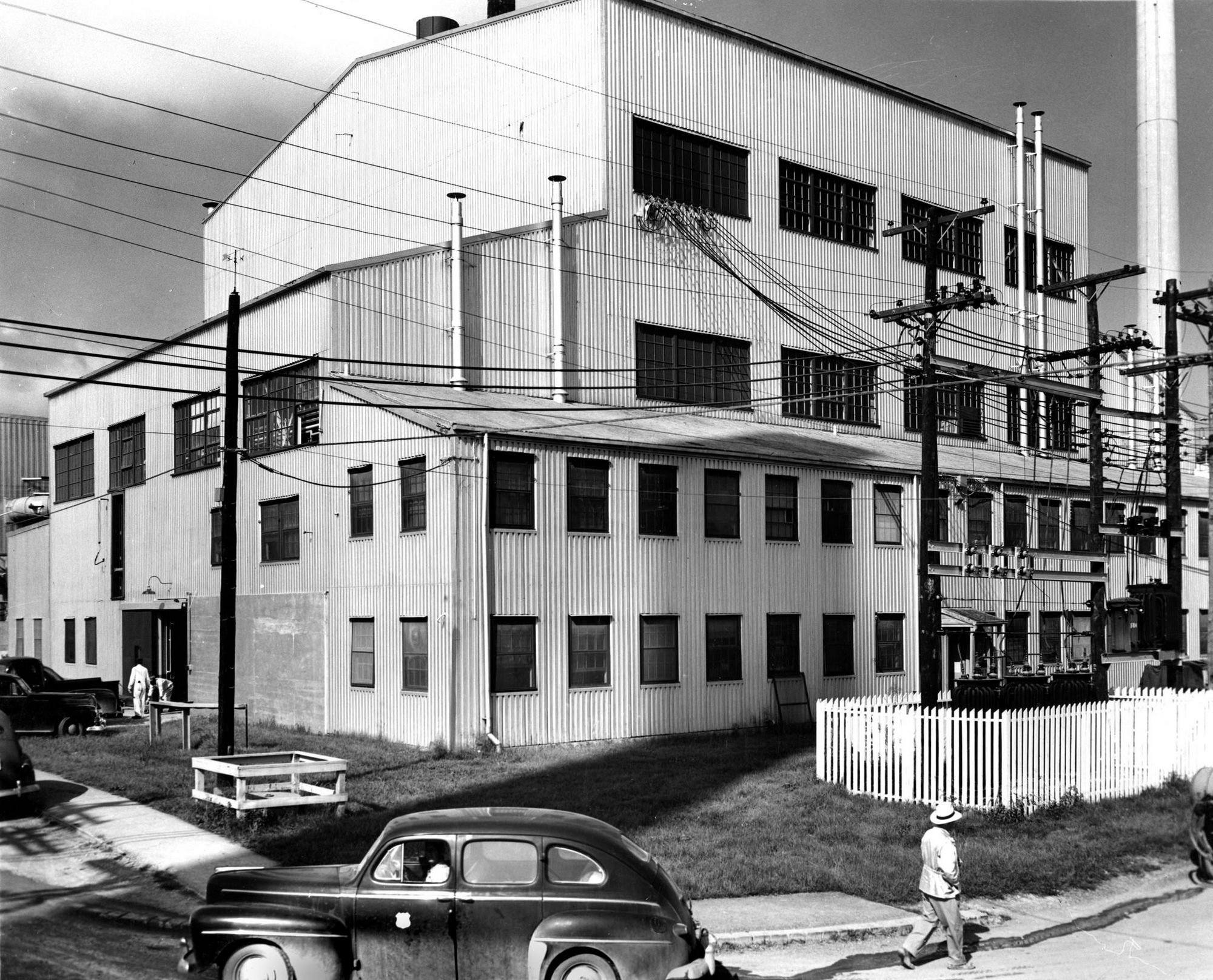
Зовнішній вигляд графітового реактора на майданчику X-10 в Оук-Ріджі в 1950 році

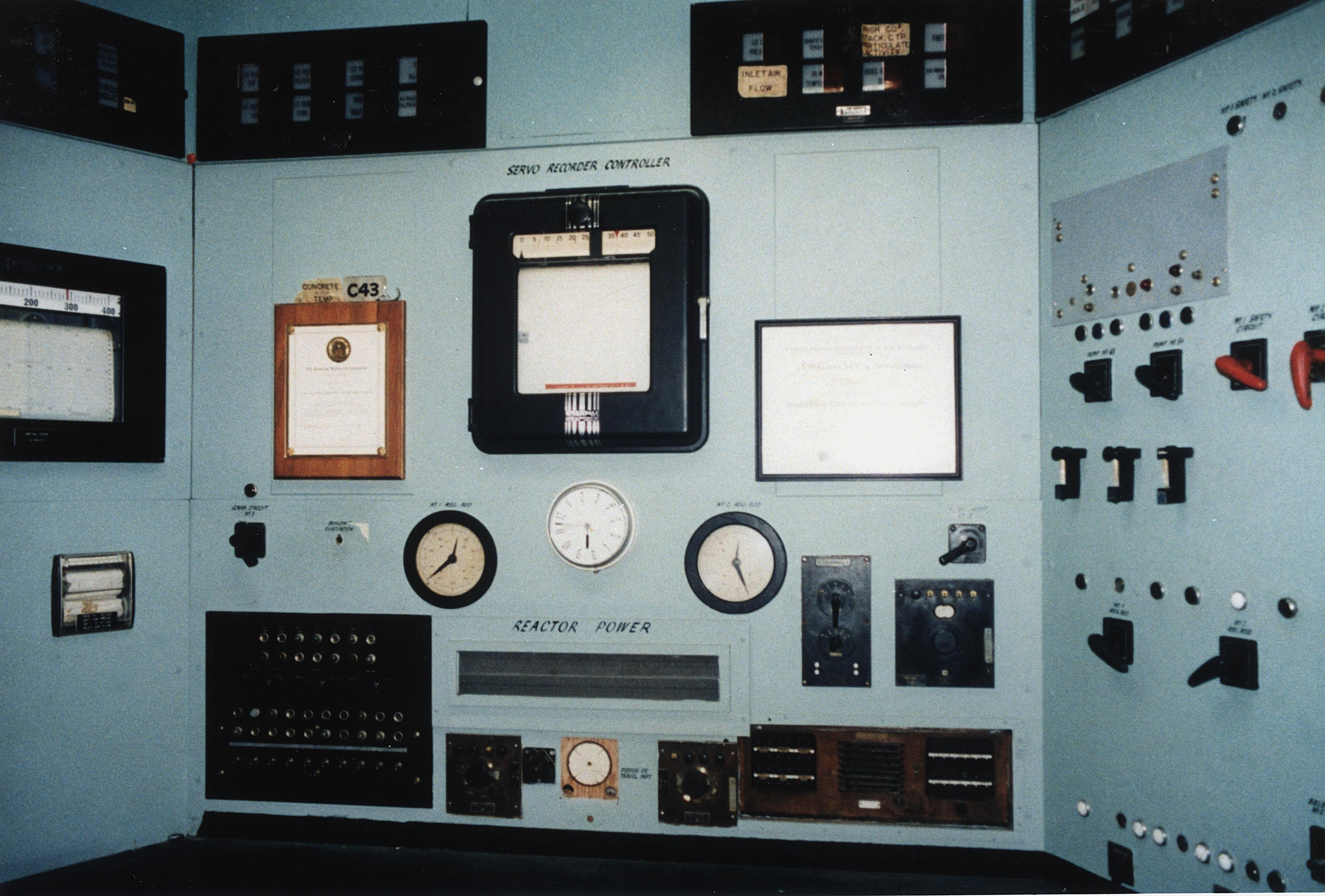
Органи управління реактором

## Використання в мирний час

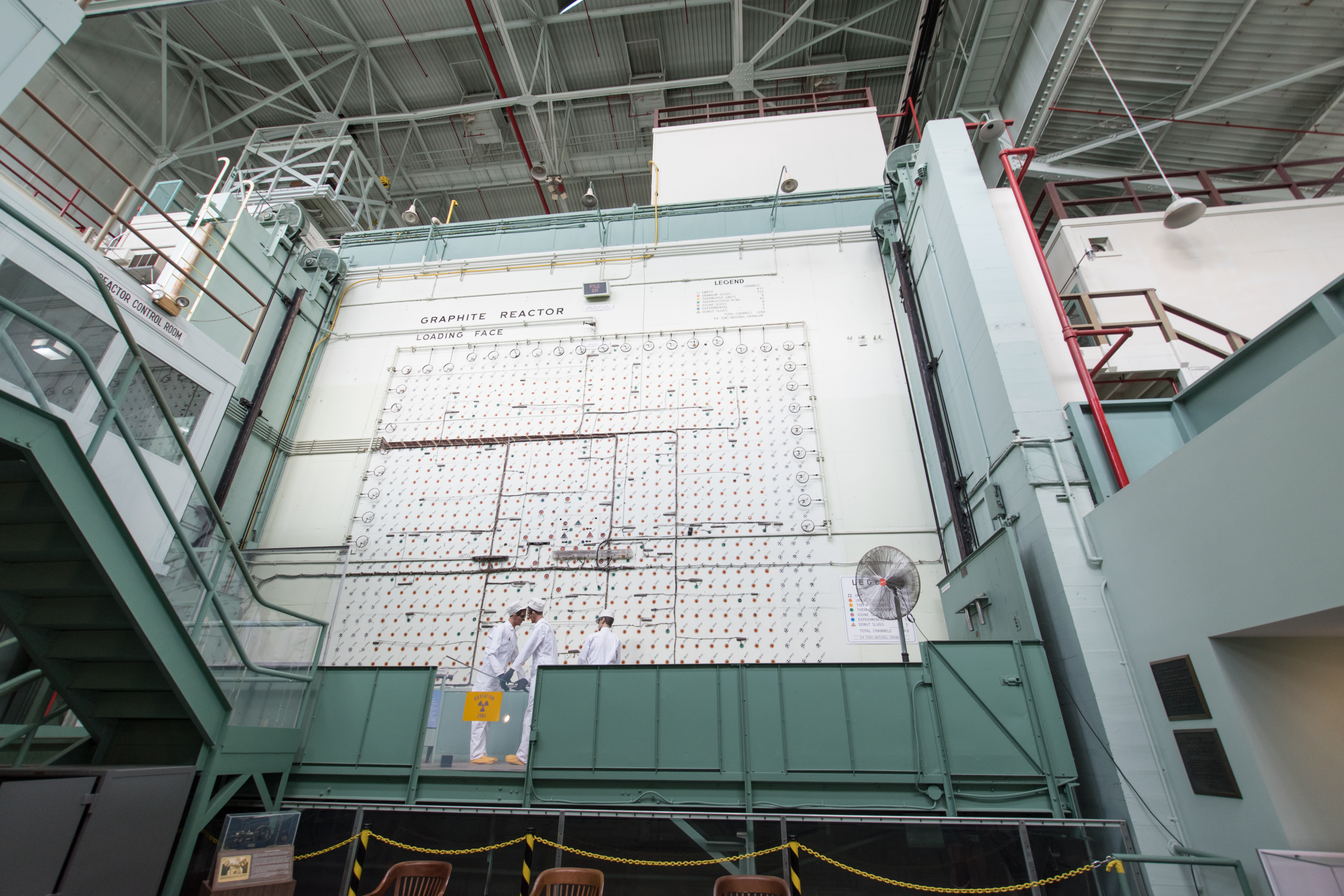
Завантажувальна грань, 2019. Модель парової машини знаходиться в акриловій коробці внизу ліворуч.

Після закінчення війни графітовий реактор став першим у світі об'єктом для виробництва радіоактивних ізотопів для мирного використання. 2 серпня 1946 року директор Національної лабораторії Оук-Ріджа Юджин Вігнер подарував невеликий контейнер з вуглецем-14 директору лікарні Barnard Free Skin and Cancer Hospital для медичного використання в лікарні в Сент-Луїсі, штат Міссурі. Подальші поставки радіоізотопів, головним чином йоду-131, фосфору-32, вуглецю-14 і молібдену-99/ технецію-99m, були призначені для наукових, медичних, промислових і сільськогосподарських потреб.
У серпні 1948 року реактор був використаний для виробництва першої електроенергії, отриманої від ядерної енергії. Уранові блоки в алюмінієвій трубі опромінювали всередині активної зони реактора. Вода циркулювала по трубі за допомогою автоматичної системи живлення для генерації пари. Цей пар подавався в модель парової машини Jensen Steam Engines №50, яка приводила в дію невеликий генератор, який живив одну лампочку. Двигун і генератор демонструються на завантажувальній стороні реактора, прямо під сходами, що ведуть до завантажувальної платформи.
Реактор X-10 був закритий 4 листопада 1963 року після двадцяти років експлуатації. 21 грудня 1965 року його було визнано національною історичною пам’яткою і додано до Національного реєстру історичних місць 15 жовтня 1966 року. У 1969 році Американське товариство металів включило його до списку пам’яток за його внесок у розвиток матеріалознавства та технології, а в 2008 році Американське хімічне товариство визнало його Національним історичним хімічним пам’ятником. Контрольна кімната та фасад реактора доступні для громадськості під час запланованих екскурсій, які проводяться через Американський музей науки та енергетики.